# フランツ・ウェグナー
フランツ・ヨアヒム・ウェグナー（Franz Joachim Wegner, 1940年6月15日 -）は、理論物理学者。ハイデルベルク大学名誉教授。

## 教育
1968年に Wilhelm Brenig の指導の下ミュンヘン工科大学で博士論文 "Zum Heisenberg-Modell im paramagnetischen Bereich und am kritischen Punkt"（「常磁性領域と臨界点でのハイゼンベルクモデル」）によって博士号を取得する。
続いてポスドクとしてユーリッヒ研究センターのヘルベルト・ワグナーのグループで、その後ブラウン大学でレオ・カダノフとともに研究する。1974よりハイデルベルクで教授職をつとめる。

## 研究
研究の主軸は統計物理学、特に相転移の理論とくりこみ群である。ウェグナーの名を冠した "Wegner exponent"（ウェグナー指数）は相転移近くの漸近的スケール不変性への補正を記述するのに基礎的な重要性を持つ。ウェグナーはまた格子ゲージ理論に関する基本的なモデルを「発明」している。ウェグナーのこの基本的な研究から発展してきた手法は現在量子色力学のシミュレーションで非常によく使われている。

## 評価
1976年相転移と素粒子物理での研究に対しヴァルター・ショットキー賞を受賞している。他にもハイデルベルク科学アカデミー会員への選出、1986年マックス・プランク・メダル、2015年ラルス・オンサーガー賞などの受賞、顕彰がある。

## 主要な著作
- Wegner, F. J. (1972). “Corrections to scaling laws”. Physical Review B 5:  4529. Bibcode: 1972PhRvB...5.4529W. doi:10.1103/PhysRevB.5.4529.
- Wegner, F. (1979). “Mobility edge problem – continuous symmetry and a conjecture”. Zeitschrift für Physik B 35:  207. Bibcode: 1979ZPhyB..35..207W. doi:10.1007/BF01319839.
- Wegner, F. (1971). “Duality in Generalized Ising Models and Phase Transitions without Local Order Parameter”. J. Math. Phys. 12:  2259–2272. Bibcode: 1971JMP....12.2259W. doi:10.1063/1.1665530.
  - Reprinted in Claudio Rebbi, ed (1983). Lattice Gauge Theories and Monte Carlo Simulations. Singapore: World Scientific. pp. 60–73 (Abstract)